# ポーシャ・デ・ロッシ
ポーシャ・リー・ジェームズ・デジェネレス（Portia Lee James DeGeneres、1973年1月31日 - ）は、オーストラリアのメルボルン生まれ、ビクトリア州ジーロング育ちのオーストラリアとアメリカ合衆国の女優である。アマンダ・リー・ロジャーズ（Amanda Lee Rogers）として生まれたが改名した。なお、芸名のポーシャ・デ・ロッシ（Portia De Rossi）として一般に知られている。

## 略歴
メルボルン大学で法律を学んでいたが、キャスティング・ディレクターに見出されて『泉のセイレーン』でデビュー。社会現象を巻き起こした大ヒットドラマ『アリー my Love』のネル・ポーター役でレギュラー出演を獲得、人気を博した。
その『アリー my Love』に出演中、主演のキャリスタ・フロックハートと同様、ポーシャも摂食障害に悩まされていた事を雑誌「VOGUE」にて告白。

## 人物
1996年から1999年までドキュメンタリー映画監督のMel Metcalfeと結婚していたが、後に「明らかに向いていなかった」と語った。
その後は同性愛者である事を公にしており、歌手のフランチェスカ・グレゴリーニ（Francesca Gregorini）と3年間交際していたが、その後コメディアン／タレントのエレン・デジェネレスと交際。「同性結婚が認められれば、エレンと結婚したい」と発言。2008年5月にカリフォルニア州で同性婚が認められた事を受け、8月16日に結婚式を行なった。2011年にはアメリカの市民権を取得。2013年、2人の間に子供を持つ予定はないと語っている。

## 出演作品

### 映画
| 公開年 | 邦題 原題                                                                        | 役名                           | 備考       |
| ------ | -------------------------------------------------------------------------------- | ------------------------------ | ---------- |
| 1993   | 泉のセイレーン Sirens                                                            | ギディ                         |            |
| 1997   | スクリーム2 Scream 2                                                             | マーフィ                       |            |
| 1998   | ガールズ・ガールズ Girl                                                          | クララ・スパロウ               |            |
| 1998   | ダブル・リアクション Perfect Assassins                                           | ラナ・コリンズ                 | テレビ映画 |
| 1999   | スティグマータ 聖痕 Stigmata                                                     | ジェニファー                   |            |
| 2001   | 映画に恋する女達 Women in Film                                                   | ジーナ                         |            |
| 2001   | クライム & ダイヤモンド Who Is Cletis Tout?                                      | テス                           |            |
| 2002   | グロウ 長寿のハイエナ The Glow                                                   | ジャッキー・ローレンス         | テレビ映画 |
| 2003   | J・F・ケネディJr./悲劇のプリンス America's Prince: The John F. Kennedy Jr. Story | キャロリン・ベセット＝ケネディ | テレビ映画 |
| 2004   | ホテルゾンビ Dead & Breakfast                                                    | ケリー                         |            |
| 2005   | ウェス・クレイヴン's カースド Cursed                                             | ジーラ                         |            |

### テレビシリーズ
| 放映年    | 邦題 原題                                   | 役名                         | 備考         |
| --------- | ------------------------------------------- | ---------------------------- | ------------ |
| 1995-1996 | Too Something                               | マリア・ハンター             | 22エピソード |
| 1996-1997 | Nick Freno: Licensed Teacher                | エラナ・ルイス               | 22エピソード |
| 1997      | ヴェロニカ’s クローゼット Veronica's Closet | キャロライン                 | 1エピソード  |
| 1998-2002 | アリー my Love Ally McBeal                  | ネル・ポーター               | 89エピソード |
| 2002      | トワイライト・ゾーン The Twilight Zone      | ローレル                     | 1エピソード  |
| 2003-2013 | ブルース一家は大暴走 Arrested Development   | リンジー・ブルース・フュンケ | 56エピソード |
| 2007-2009 | NIP/TUCK マイアミ整形外科医 Nip/Tuck        | オリビア・ロード             | 10エピソード |
| 2009-2010 | Better Off Ted                              | ヴェロニカ・パルマー         | 26エピソード |